# Framingham (Massachusetts)
Framingham település az USA Massachusetts államában, Middlesex megyében. Lakosainak száma 72 362 fő (2020. április 1.).

## Népesség
A település népességének változása:

| 2010 | 68 318 |
| 2020 | 72 362 |